# Дуб звичайний (Ярмолинецький район, Михайлівське л-во)
Дуб звича́йний — ботанічна пам'ятка природи місцевого значення в Україні. Об'єкт природно-заповідного фонду Хмельницької області. 
Розташована в межах Ярмолинецького району Хмельницької області, на захід від села Загінці. 
Площа 0,1 га. Статус присвоєно згідно з розпорядженням облвиконкому від 11.06.1970 року № 156-р«Б». Перебуває у віданні ДП «Ярмолинецький лісгосп» (Михайлівське л-во, кв. 20, подвір'я Михайлівського лісництва). 
Статус присвоєно для збереження одного екземпляра вікового дуба.